# Giulio Caccini

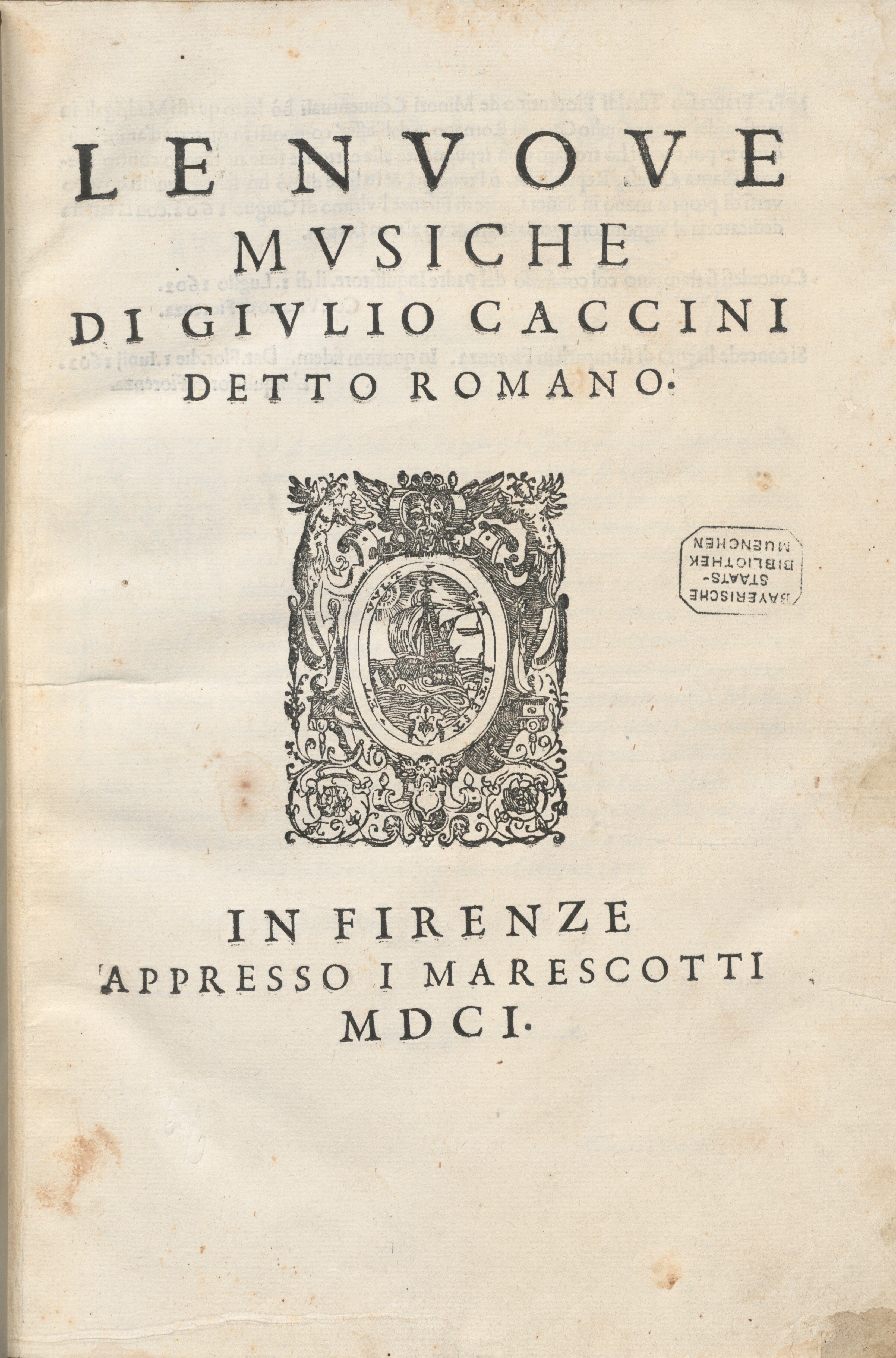
Titelpagina van Caccini's Le Nuove musiche, 1601

Giulio Caccini (Rome, ca. 1545-1551 – Florence, 10 december 1618) was een Italiaans componist, docent, zanger, instrumentalist en schrijver in de overgang van late Renaissance naar vroege Barok. Hij was een belangrijk pionier in deze tijd, waarin de opera ontstond. Hij was ook de vader van de componiste Francesca Caccini en de broer van de beeldhouwer Giovanni Caccini.

## Leven
Caccini was de zoon van een timmerman. Hij werd al jong opgemerkt als zanger en ingelijfd bij het hof van de de' Medici's te Florence: hij zong in 1565 de rol van Psyche in de tussenspelen (intermedii) bij het huwelijk van Francesco I de' Medici en Johanna van Oostenrijk. Hij had zich in Rome ook al bekwaamd als instrumentalist. Na een opleiding binnen het Florentijnse hof was hij vanaf 1570 gesalarieerd hofmuzikant. Hij zou tot zijn dood op prominente wijze bij alle muzikale evenementen rond de huwelijken van de de' Medici's deelnemen.
Belangrijk was zijn lidmaatschap aan de Camerata fiorentina, de kring rond graaf Giovanni de' Bardi. De' Bardi zou altijd als mentor in zijn omgeving blijven. Caccini stelde dat hij van de Camerata meer had opgestoken dan van de 30 jaar contrapunt studeren. In deze kring van humanisten, schrijvers en geleerden was hij een gerespecteerd lid.
In 1589 componeerde en dirigeerde Caccini de muziek van de door de' Bardi gemaakte grootscheepse intermedii ("tussenspelen") bij het huwelijk van Ferdinando I de' Medici met Christine van Lotharingen. Deze tussenspelen waren omvangrijke muzikale composities met dramatisch en visueel spektakel. Ook trainde hij een vocaal ensemble voor vrouwenstemmen; zowel zijn eerste als tweede vrouw evenals de respectievelijke kinderen hebben daar deel van uitgemaakt. Het grote voorbeeld voor dit ensemble was ongetwijfeld Ferrara (Concerto de Donne). Daarna lijkt het er toch een periode te zijn geweest dat Caccini minder in de gratie was bij de de' Medici’s. In 1593 werd hij zelfs formeel ontslagen. Bij grote huwelijken zou hij overigens toch steeds weer van de partij zijn.
Zo was Caccini ook weer aanwezig in 1600 bij het huwelijk van Maria de' Medici met Hendrik IV van Frankrijk. Er lijkt flink wat afgunst tussen de musici te zijn geweest. Zo verbood Caccini zijn zangers mee te werken aan Peri's opera Eurydice (met een libretto van Rinuccini) en schijnt hij ook composities van hemzelf aan die opera te hebben toegevoegd. Hij liet het werk daarna snel drukken om Peri voor te zijn. Cavalieri had de muzikale leiding van alle festiviteiten, maar deze verliet woedend Florence, geërgerd door de intriges. In 1602 liet Caccini nogmaals de Eurydice drukken; nu ging het om de complete versie van de door hem gemaakte toonzetting op het Rinuccini-libretto van Eurydice. Op het titelblad wordt zijn bijnaam Romano ("Romein") genoemd, en Caccini stelt trots dit in de "stile rappresentativo" te hebben gecomponeerd.
Er zijn meer verhalen die de mindere kant van het karakter van Caccini belichten. Zo verklikte hij – naar een enkele bron aangeeft – aan groothertog Francesco de liefdsaffaire tussen Eleonora (de vrouw van Pietro de' Medici) en Bernardino Antinori. Dit verklikken was de directe aanleiding van de moord van Pietro op zijn vrouw en Antinori.
Na 1605 verminderde zijn invloed. Hij werd begraven in de Santa Annunziata in Florence.

## Muziek en invloed
Caccini claimt dat hij het recitatief (door hem ook stile rappresentativo genoemd) heeft bedacht. Deze zou hij vanaf 1580 binnen de Camerata hebben gezongen en in 1601 in zijn eerste bundel madrigalen als eerste hebben gepubliceerd. Deze stijl is in elk geval ook snel door zijn collega's overgenomen; zie de opera's Dafne en Eurydice van het duo Ottavio Rinuccini en Jacopo Peri. Wellicht is er in deze opera's toch een verschil in stijl: Pirotta beschrijft Caccini als cantar recitando (zingen door te spreken) versus Peri, die hij typeert als: recitar cantando (spreken door te zingen).
Op de uitvoeringspraktijk hebben Caccini's madrigaalboeken veel invloed; deze behelzen een zeer duidelijke beschrijving van de wijze van uitvoeren van de monodie, en met name de versieringen. Van één passage worden verschillende versieringsvarianten aan gegeven, waaruit – afhankelijk van de over te brengen emotie – gekozen kan worden. Dit wordt overigens wel ontsierd door sneren naar enkele van zijn collega's. Desalniettemin, de boeken hadden veel invloed op zijn collega's.
Caccini gaf een andere invulling van het begrip zangvirtuoos: alles (met name het aanbrengen van versieringen) werd ondergeschikt gemaakt aan het overbrengen van de betekenis van de tekst.
Belangrijk zijn in elk geval zijn didactische activiteiten geweest. Zo heeft hij in 1592 het vrouwenkoor van Ferrara (Concerto delle donne) getraind in de Florentijnse appoggiatura, de kunst van de muzikale versiering. Hij leidde tientallen zangers op, waaronder de castraat Giovanni Gualberto Magli, die de titelrol in Monteverdi's l'Orfeo zou vertolken.
Caccini bepleitte sprezzatura en bestudeerde de moeiteloosheid van de zanger om zijn of haar zang natuurlijker te laten lijken.

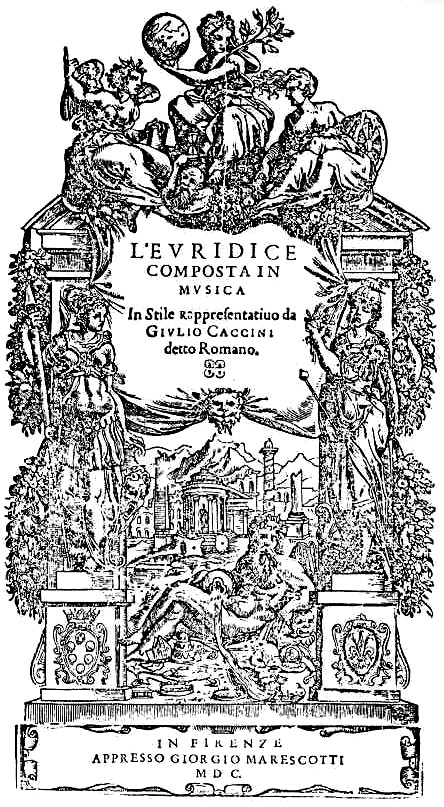
Titelpagina van Caccini's Eurydice, 1602

## Werken
Feitelijk zijn er slechts twee madrigaalbundels die met zekerheid door Caccini gecomponeerd zijn (1601 en 1614). Een nog altijd geliefde solo hieruit is Amarilli, mia bella.
Hij stelt in het voorwoord van 1614 dat hij heeft bijgedragen aan de opera Dafne van Peri, maar gezien de verstoorde verhoudingen lijkt dat onaannemelijk.
Wel heeft hij eigen versies gecomponeerd op de libretti van Rinuccini: Eurydice is als complete, naar wordt aangenomen eigenhandige versie in 1602 door hemzelf gepubliceerd.

## Opname
- Euridice. Scherzi Musicali met Nicolas Achten, leiding. 2009, Ricercar RIC 269.

## Ave Maria
Een beroemde compositie op de tekst Ave Maria van de 20-eeuwse musicus Vladimir Vavilov (spr. Wawiloff) werd na diens dood, en wordt nog, deels uit naïveteit, ten onrechte toegeschreven aan Caccini. Ter wille van de grote bekendheid als zodanig, met een positief commerciële invloed tot gevolg, houdt men dat zo. Het gaat zelfs zo ver dat men op cd's en bij aankondigingen als componist zonder meer Caccini vermeldt. Het lied is echter omstreeks 1970 gecomponeerd door Vladimir Fyodorovich Vavilov (5 mei 1925 – 3 november 1973), een Russische componist, luitspeler en gitarist, en werd in 1972 voor het eerst uitgebracht als het werk van een anonieme componist onder het label Melodiya. Dit Ave Maria is inclusief het misverstand, terechtgekomen in de Top 100 van begrafenisuitvaarten. In 2001 werd het gebruikt in de soundtrack van de film Donnie Darko.